# Alison Harcourt
Alison Harcourt o Alison Grant Harcourt (Colac, Victòria, Austràlia, 24 de novembre de 1929), és una matemàtica australiana més coneguda per co-definir l'algorisme de Branch and Bound) junt amb Ailsa Land mentre investigava en la London School of Economics.

## Educació
Harcourt, de soltera Alison Doig, va néixer a Colac, Victòria, el 1929. El seu pare era Keith Doig, metge i futbolista australià que havia rebut la Creu Militar durant la Primera Guerra Mundial. Era neboda del físic australià Kerr Grant.
Va estudiar a l'escola pública de Colac West i a la secundària de Colac; després a l'escola de nenes de Fintona. Després de la seva educació escolar, es va matricular a la Universitat de Melbourne, va obtenir una llicenciatura en arts amb especialització en matemàtiques i, després, una llicenciatura en ciències amb especialització en física. Mentre s'especialitzava en estadística realitzant un màster en arts, va desenvolupar una tècnica per a la programació lineal entera.

## London School of Economics
Sobre la base del seu treball en programació lineal, va començar a treballar en la London School of Economics (LSE) a la fi dels anys cinquanta. Al 1960, Harcourt i la seva col·lega matemàtica Ailsa Land, van publicar un article històric en la revista econòmica Econometrica («Un mètode automàtic per resoldre problemes de programació discrets»), que descrivia un algorisme d'optimització de Branch and Bound per resoldre problemes NP-difícils. L'algorisme té aplicacions en molts camps, inclosa la logística de transport i l'optimització de l'angle de llum al tractament de radioteràpia.

## Universitat de Melbourne
Al 1963, Harcourt va tornar a Melbourne, on va assumir el càrrec de professora titular d'estadística a la Universitat de Melbourne.
A mitjan dècada de 1960, es va unir a un equip encapçalat pel sociòleg Ronald Henderson, que intentava quantificar l'abast de la pobresa a Austràlia. L'equip va desenvolupar el llindar de pobresa Henderson el 1973, que era l'ingrés disponible requerit per cobrir les necessitats bàsiques d'una família de dos adults i dos nens dependents. Les tècniques desenvolupades per l'equip d'Henderson han estat utilitzades per l'Institut d'Investigació Econòmica i Social Aplicada de Melbourne per actualitzar regularment la línia de pobresa per a Austràlia des de 1979.
Al 1970, Harcourt va prendre una llicència d'estudi a Suècia, on va ser coautora de dos articles sobre química teòrica: «Una simple demostració de la Regla d'Hund per als estats 2S i 2P d'heli», i «Funcions d'ona per a la unió de 4 electrons en 3 centres», -amb el seu marit, el químic Richard Harcourt-.
Al 1975, després de la destitució del govern de Whitlam, Harcourt i el seu company estadístic Malcolm Clark van notar irregularitats en la distribució de les comandes del partit en les paperetes de votació del Senat per a l'elecció federal 1975, que va ser determinada pel mig de sobres de dibuix d'una capsa, amb els partits de la coalició que sosté una de les dues primeres posicions en cada estat. Harcourt i Clark van fer una presentació al Comitè Selecte Conjunt sobre Reforma Electoral, que va resultar en una esmena de 1984 a la Llei Electoral del Commonwealth per introduir un mètode d'assignació a l'atzar més rigorós. Harcourt i Clark van publicar un article sobre la seva anàlisi i recomanacions per a la Australian & New Zealand Journal of Statistics el 1991.
Harcourt es va retirar com a acadèmica de la Universitat de Melbourne el 1994, però continua treballant allà com a tutor de sessió en estadística. A l'octubre de 2018, Harcourt va ser nomenada com el «Australià victorià sènior de l'any 2019». A començaments de desembre de 2018, la Universitat de Melbourne li va atorgar un doctorat honorari en ciències.